# Jang'ombe
Jang'ombe è una circoscrizione urbana (urban ward) della Tanzania situata nel distretto di Mjini, regione di Zanzibar Urbana-Ovest. Conta una popolazione di 6 122 abitanti (censimento 2012).